# Stevica Ristić
Stevica Ristić (sinh ngày 23 tháng 5 năm 1982) là một cầu thủ bóng đá người Macedonia.

## Đội tuyển bóng đá quốc gia
Stevica Ristić thi đấu cho đội tuyển bóng đá quốc gia Macedonia từ năm 2007 đến 2012.

## Thống kê sự nghiệp
| Đội tuyển bóng đá Macedonia | Đội tuyển bóng đá Macedonia | Đội tuyển bóng đá Macedonia |
| Năm                         | Trận                        | Bàn                         |
| --------------------------- | --------------------------- | --------------------------- |
| 2007                        | 4                           | 1                           |
| 2008                        | 3                           | 0                           |
| 2009                        | 1                           | 0                           |
| 2010                        | 5                           | 0                           |
| 2011                        | 2                           | 0                           |
| 2012                        | 2                           | 0                           |
| Tổng cộng                   | 17                          | 1                           |